# 澤本幸秀
澤本幸秀（さわもと ゆきひで、1987年6月26日 - ）は、日本の男性ファッションモデル、ミュージシャン。GRASUMデザイナー。

## 人物・来歴
大洋図書のファッション雑誌『men's egg』や『egg』でモデルとして活動する一方、men's eggから誕生した歌手グループ『PlayZ』にも参加した。個人でDVDも発売している。

## 出演

### 雑誌
- Men's egg （大洋図書） 専属

### 映像作品
- 西野カナ6thシングル『君に会いたくなるから』PV
澤本幸秀をはじめ、「佐藤歩」「今井諒」「藤沢直希」といったmen's eggモデルたちが総出演している[1]。

## 関連人物
- 工藤蓮
- 梅田直樹